# Ermita de San Pedro (Elcano)
La ermita de San Pedro es un inmueble de la localidad española de Elcano, en la provincia de Guipúzcoa.

## Descripción
El edificio se encuentra en la localidad española de Elcano, en la provincia de Guipúzcoa. Aparece descrito en el decimosexto y último volumen del Diccionario geográfico-estadístico-histórico de España y sus posesiones de Ultramar de Pascual Madoz, en la entrada correspondiente a Zarauz, con las siguientes palabras:

San Pedro de Elcano. Se halla á 1/2 legua del pueblo en la parte SO. Se celebra su fiesta el dia 29 de junio y el inmediato con misa sin panegírico. El primer dia se dice la misa en la ermita de San Pedro y el segundo en la del Santo Cristo, que dista unos 8 ó 10 minutos a la parte del O. de la primera. El barrio hace llevar tamboril y suele haber danzas en los dos dias con bastante concurrencia. No hay noticia de su fundacion; pero se presume con bastante fundamento que es la primitiva igl. del pueblo ó jurisd. Hoy se halla segregado el barrio de la jurisd. civil de Zarauz y agregado á la de Aya; pero sigue unido en lo eclesiástico á la igl. parr. que hemos descrito. Por un pleito ruidoso que siguió el barrio con el cabildo sobre la pretension de aquel á que residiese un sacerdote en la reducida casa inmediata á la ermita, se transigió que fuese todos los dias de misa á celebrar. Por el plan último estan obligados los dos benefios de media racion por turno, teniendo que prestarles el párroco la caballería. Ocho casas del barrio tienen privilegio de nombrar la sirviente de la ermita que vive en la casa inmediata y administran sus fondos anualmente por turno. Tambien es magnífica la vista de esta ermita y sirve de punto de reunion para dias de campo y partidas de caza; dominase la hermosa vega de Zarauz, la playa y el mar: en la plaza que forman la iglesia, la casita contigua á ella que sirven para las personas que guardan la ermita y los pequeños caseríos que alli se encuentran, hay copudos áboles que dan agradable sombra. Allí, el autor del Diccionario y sus buenos amigos de Zarauz, tienen todos los años una comida campestre en que domina el buen humor, la cordialidad, estrechándose las relaciones amistosas, de todos los hombres notables de la villa.
(Madoz, 1850, p. 656)